# Châu Ấn Thuyền

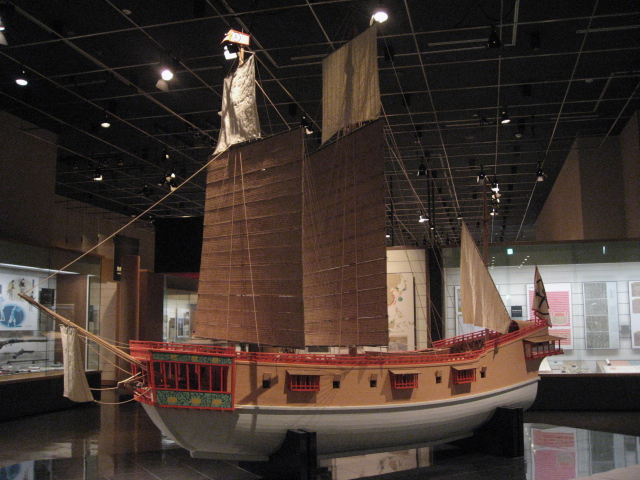
Mô hình Chu Ấn Thuyền được phục chế tại Viện Bảo tàng Lịch sử Quốc gia Nhật Bản

Châu Ấn Thuyền (朱印船 Shuinsen) là loại thuyền buồm thương mại của Nhật Bản có trang bị vũ trang, được cấp châu ấn trạng (shuinjô) của Mạc phủ Tokugawa cho phép họ xuất ngoại sang các thương cảng Đông Nam Á vào đầu thế kỷ 17 khi Nhật Bản chủ trương kiểm soát ngoại thương chặt chẽ hơn. Khoảng từ năm 1600 đến 1635 Mạc phủ cấp cho hơn 350 Châu Ấn Thuyền ra khơi buôn bán với các nước lân bang.

## Khởi phát

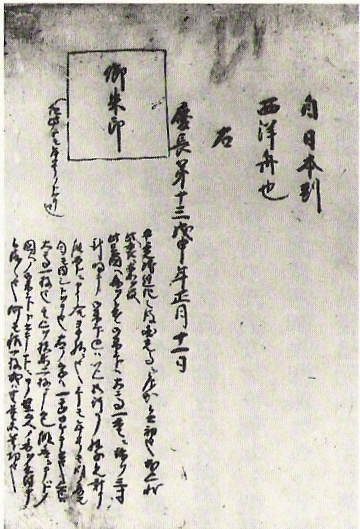
Giấy phép thông hành đóng triện đỏ. 11/01/1608.

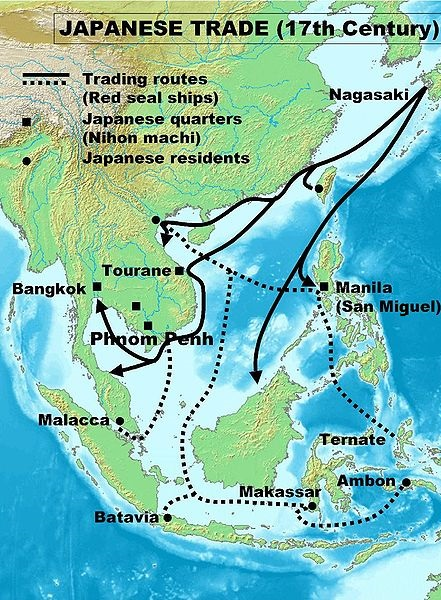
Tuyến đường thương mại hàng hải Châu Ấn Thuyền đầu thế kỷ 17.

Tranh vẽ một chiếc Châu Ấn Thuyền (朱印船 Shuinsen). Dòng lạc khoản bên phải ghi "Tự Trường Kỳ đáo An Nam quốc thuyền đồ" tức tranh vẽ thuyền từ Nagasaki đi An Nam.

Từ thế kỷ 13 đến thế kỷ 16, hải thuyền Nhật Bản dưới dạng Oa khấu hoạt động khá tích cực tại vùng biển Đông Á và Đông Nam Á, chủ trương cướp phá các thương thuyền dọc ven biển Trung Hoa và Triều Tiên. Trong số đó cũng có cũng có vài phái đoàn giao thương của triều đình Nhật gửi đi như Tenryūji-bune được phái sang Trung Hoa năm 1341. Sang cuối thế kỷ 16 sau thời Chiến quốc thì chính trường Nhật Bản dần ổn định. Quyền bính về tay lãnh chúa Toyotomi Hideyoshi. Để kiểm soát ngoại thương Nhật triều xuống lệnh ngăn cấm thần dân Nhật xuất ngoại.
Ngả giao thương chính bấy giờ của Nhật Bản là qua Vương quốc Lưu Cầu. Okinawa với vị trí thuận lợi trở thành nơi trao đổi hàng hóa Nhật (kim thuộc), Hoa (lụa) và các nước Đông Nam Á (lâm sản). Sổ sách trong cổ tịch Lưu Cầu ghi lại rằng trong số 150 chuyến thuyền buôn ra khơi từ Lưu Cầu thì 61 trực chỉ Đại Việt, 10 đến Malacca, 10 đến Pattani, 8 đến Java... Tuy nhiên thương trường phần lớn do người Hoa chiếm lĩnh. Đến năm 1570 thì thương thuyền Tây phương của Bồ Đào Nha và Tây Ban Nha cũng xuất hiện và cạnh tranh trong ngành buôn. Bước ngoặt chính là năm 1609 khi Vương quốc Lưu Cầu bị Nhật Bản thôn tính; sự việc làm gián đoạn ngôi vị mấu chốt trong chuỗi hải hành của các tàu buôn ở Á Đông.
Trước đó khoảng năm 1593, Tướng quân Tokugawa Ieyasu đã có ý định thông sứ với các nước lân cận, một phần để thông thương, một phần để ra oai bá cáo cho các lân bang biết rằng ông đã thống nhất nước Nhật. Tokugawa Ieyasu cho ban hành giấy Goshuinjo (Ngự châu ấn trạng) tức giấy phép thông hành đặc biệt của Mạc phủ cho phép các tàu thuyền ra ngoại quốc đi buôn. Nhật triều cũng đòi các tàu thuyền đến Nhật cũng phải có giấy phép của Mạc phủ. Tàu thuyền nào không có giấy thì triệt để cấm ngặt. Về mặt hình thức Goshuinjo rất dễ nhận diện vì dấu son đỏ đóng trên giấy; còn con tàu có cấp giấy đó thì gọi là Shuinsen (Châu ấn thuyền). Sự kiện đó đánh dấu "Thời đại Châu ấn thuyền." Dưới sự kiểm soát của chính quyền, nạn hải tặc vốn hoành hành ở Đông Á giảm nhiều. Theo đó lưu thương nhân Nhật xuất hiện trên thương trường khắp Đông Á kể cả Việt Nam.